# Hărmănești
Hărmăneşti é uma comuna romena localizada no distrito de Iaşi, na região de Moldávia. A comuna possui uma área de  km² e sua população era de 2370 habitantes segundo o censo de 2007.